# Vilanova de la Barca
Vilanova de la Barca là một đô thị trong tỉnh Lérida, cộng đồng tự trị quần đảo Canary Tây Ban Nha. Đô thị này có diện tích là 21,15 ki-lô-mét vuông, dân số năm 2009 là 1273 người với mật độ 60,19 người/km². Đô thị này có cự ly km so với tỉnh lỵ Lérida.